# Roje pri Čatežu
Roje pri Čatežu so naselje v občini Trebnje. 
Roje pri Čatežu so strnjena vasica zahodno od Trebanjskega Vrha na manjšem hribu (450 m) med Trebnjem in Čatežem. K naselju pripadata tudi zaselka z raztresenimi hišami med zidanicami, Ribnica in Zemljica. Območje je bogato z vodo: severozahodno od vasi izvira potok Kodeljevec, 500 m severovzhodno Starjek, na severnem koncu vasi pa je Jejžarjev studenec, kjer so včasih prali in napajali živino. Na položnih pobočjih so njive Birgle, Lanišče, Cirje, Učendol in Ogrej, okoli hiš sadovnjaki, na Zemljici pa je nekaj vinogradov z zidanicami. Območje je bogato tudi z gozdom: na jugozahodu ob Kodeljevcu je Dolenja hosta, na severu Gorenja hosta, prevladujejo pa bukve, hrasti in macesni. V nižjih legah proti Kodeljevcu in Škovcu je veliko vlažnih travnikov, v bližini vasi pa je tudi kapniška jama.